# Sindicato dos Produtores da América
Producers Guild of America (PGA) é uma associação comercial que representa produtores de cinema, televisão e mídias diversas dos Estados Unidos. A comunidade do PGA inclui mais de 7000 membros de inúmeros estúdios de produção midiática de todo o mundo. Com sede em Los Angeles, os atuais presidentes são Gary Lucchesi e Lori McCreary.
Em 1991, o Producers Guild of America criou o Laurel Awards, renomeado Producers Guild Awards em 2002, que condecora os melhores filmes e séries do ano anterior.